# Claude Piron
Claude Piron (Namen (België), 1931 - Zwitserland, 22 januari 2008) was een Zwitserse psycholoog en esperantist.
Piron volgde de vertalersopleiding aan de universiteit van Genève en was van 1956 tot 1961 vertaler voor de Verenigde Naties (van het Chinees, Engels, Russisch en Spaans naar het Frans). Daarna werkte hij acht jaar lang over de hele wereld voor de Wereldgezondheidsorganisatie, vooral in Afrika en Azië. Na een opleiding tot psychoanalyticus begon hij in 1968 een praktijk in de omgeving van Genève — sinds 1999 in Gland (Zwitserland). Van 1973 tot zijn emeritaat in 1994 gaf Piron college aan de psychologische faculteit van de Geneefse universiteit. Sindsdien houdt hij zich, naast zijn praktijk, vooral bezig met de supervisie van jonge psychologen.
Tijdens zijn kindertijd leerde Piron Esperanto. Later heeft hij deze taal in vele landen gebruikt, onder andere in Japan, China, Kazachstan, Oezbekistan, enkele landen in Latijns-Amerika en Afrika, en in vrijwel alle landen van Europa. Van 1981 tot 1983 gaf hij les in het Esperanto aan de universiteit van San Francisco. Hij was een tijdlang lid van de Akademio de Esperanto.
Piron was een productief schrijver van boeken in het Esperanto. Zijn oeuvre in deze taal omvat een tiental romans, vele novelles en korte verhalen, een gedichtenbundel, artikelen, en (onder het pseudoniem Johan Valano) een cassette met liederen.
Zijn bekendste boeken zijn Gerda Malaperis (Gerda verdween) en La Bona Lingvo (De goede taal) — voor deze laatste won Piron in 1998 de OSIEK-prijs. Gerda Malaperis is een korte misdaadroman die in de eerste hoofdstukken een basisgrammatica en basiswoordenschat gebruikt, en dan langzaam opbouwt naar een volwaardig Esperanto aan het eind. In La Bona Lingvo behandelt Piron de fundamentele linguïstische en sociale aspecten van het Esperanto. Hij verdedigt de stelling dat Esperanto zo makkelijk te leren en te gebruiken is omdat het, door z'n uitzonderingsloze agglutinerende principe, een vrije en creatieve samenstelling van woorddelen mogelijk maakt — kortweg: dat het een manier van praten is die sterk lijkt op het denken zelf. In tegenstelling tot alle natuurlijke talen, staat het Esperanto toe zich over te geven aan de generalisatie-reflex: iemand die bakt is een bakker, iemand die drukt is een drukker, iemand die sloopt is een sloper, dus iemand die timmert is een timmerer. Dat werkt in het Nederlands dus niet, maar in het Esperanto wel.
In zijn Franse boek Le défi des langues - Du gâchis au bon sens (De uitdaging van de talen - Van verspilling naar gezond verstand) heeft Piron zijn twee grootste bezigheden samengebracht: het is een soort psychoanalyse van de internationale communicatie.